# 1981–1982-es bajnokcsapatok Európa-kupája
A bajnokcsapatok Európa-kupája 27. szezonja. A kupát ismét egy szigetországi hódította el. Az Aston Villa volt a 4. angol csapat amely megnyerte a trófeát.

## Eredmények

### Selejtező
| 1. csapat     | Össz. | 2. csapat     | 1. mérk. | 2. mérk. |
| ------------- | ----- | ------------- | -------- | -------- |
| Saint-Étienne | 1–3   | Dynamo Berlin | 1–1      | 0–2      |

### 1. forduló
| 1. csapat             | Össz. | 2. csapat        | 1. mérk. | 2. mérk. |
| --------------------- | ----- | ---------------- | -------- | -------- |
| Austria Wien          | 3–2   | Partizani Tirana | 3–1      | 0–1      |
| Gyinamo Kijev         | 2–1   | Trabzonspor      | 1–0      | 1–1      |
| Dynamo Berlin         | 3–31  | FC Zürich        | 2–0      | 1–3      |
| Aston Villa           | 7–0   | Valur            | 5–0      | 2–0      |
| Widzew Łódź           | 2–6   | Anderlecht       | 1–4      | 1–2      |
| Celtic FC             | 1–2   | Juventus         | 1–0      | 0–2      |
| Ferencváros           | 3–5   | Baník Ostrava    | 3–2      | 0–3      |
| Hibernians            | 2–10  | Crvena Zvezda    | 1–2      | 1–8      |
| Start                 | 1–4   | AZ               | 1–3      | 0–1      |
| OPS                   | 0–8   | Liverpool        | 0–1      | 0–7      |
| CSZKA Szófia          | 1–0   | Real Sociedad    | 1–0      | 0–0      |
| Progrès Niedercorn    | 1–5   | Glentoran        | 1–1      | 0–4      |
| KB                    | 3–32  | Athlone Town     | 1–1      | 2–2      |
| Universitatea Craiova | 3–2   | Olimbiakósz      | 3–0      | 0–2      |
| SL Benfica            | 4–0   | Omonia           | 3–0      | 1–0      |
| Öster                 | 0–6   | Bayern München   | 0–1      | 0–5      |

1 A Dynamo Berlin csapata jutott tovább, idegenben lőtt több góllal.

2 A KB csapata jutott tovább, idegenben lőtt több góllal.

### 2. forduló (Nyolcaddöntő)
| 1. csapat     | Össz. | 2. csapat             | 1. mérk. | 2. mérk. |
| ------------- | ----- | --------------------- | -------- | -------- |
| Austria Wien  | 1–2   | Gyinamo Kijev         | 0–1      | 1–1      |
| Dynamo Berlin | 2–21  | Aston Villa           | 1–2      | 1–0      |
| Anderlecht    | 4–2   | Juventus              | 3–1      | 1–1      |
| Baník Ostrava | 3–4   | Crvena Zvezda         | 3–1      | 0–3      |
| AZ            | 4–5   | Liverpool             | 2–2      | 2–3      |
| CSZKA Szófia  | 3–2   | Glentoran             | 2–0      | 1–2      |
| KB            | 2–4   | Universitatea Craiova | 1–0      | 1–4      |
| SL Benfica    | 1–4   | Bayern München        | 0–0      | 1–4      |

1 Az Aston Villa csapata jutott tovább, idegenben lőtt több góllal.

### Negyeddöntő
| 1. csapat             | Össz. | 2. csapat      | 1. mérk. | 2. mérk. |
| --------------------- | ----- | -------------- | -------- | -------- |
| Gyinamo Kijev         | 0–2   | Aston Villa    | 0–0      | 0–2      |
| Anderlecht            | 6–2   | Crvena Zvezda  | 2–0      | 4–2      |
| Liverpool             | 1–2   | CSZKA Szófia   | 1–0      | 0–2      |
| Universitatea Craiova | 1–3   | Bayern München | 0–2      | 1–1      |

### Elődöntő
| 1. csapat    | Össz. | 2. csapat      | 1. mérk. | 2. mérk. |
| ------------ | ----- | -------------- | -------- | -------- |
| Aston Villa  | 1–0   | Anderlecht     | 1–0      | 0–0      |
| CSZKA Szófia | 4–7   | Bayern München | 4–3      | 0–4      |

### Döntő
| 1982. május 26. | Aston Villa | 1–0   | Bayern München | Feijenoord Stadion (Rotterdam) Nézőszám: 39,776 v.: Konrath (Franciaország) |
| 1982. május 26. | Withe 67'   | (0–0) |                | Feijenoord Stadion (Rotterdam) Nézőszám: 39,776 v.: Konrath (Franciaország) |

| Az 1981–82-es bajnokcsapatok Európa-kupájának győztese |
| Aston Villa 1. cím                                     |
| ← 1980–81 Liverpool                                    |
| Hamburg 1982–83 →                                      |